# Sphaerium asiaticum
Sphaerium asiaticum is een tweekleppigensoort uit de familie van de Sphaeriidae. De wetenschappelijke naam van de soort is voor het eerst geldig gepubliceerd in 1864 door Martens.